# 駐日レバノン大使館
駐日レバノン大使館（アラビア語: سفارة لبنان في اليابان、英語: Embassy of Lebanon in Japan）は、レバノンが日本の首都東京に設置している大使館である。在東京レバノン大使館（アラビア語: سفارة لبنان في طوكيو、英語: Embassy of Lebanon in Tokyo）とも。

## 歴史
第二次大戦中の1943年11月22日、レバノンがフランス国からの独立を宣言。第二次大戦終結後の1954年11月、日本とレバノンの国交が樹立される。まず1957年に東京に駐日レバノン公使館が開設された後、1959年に大使館へ昇格した。

## 所在地
2023年6月5日より、下記の住所で運営されている。旧住所は「東京都港区赤坂1-11-36 レジデンスバイカウンテス410号室」であった
| 日本語 | 〒153-0043 東京都目黒区東山二丁目6-9 パステルシティ東山101号                |
| 英語   | Pastel City Higashiyama #101, 2-6-9, Higashiyama, Meguro-ku, Tokyo 153-0043 |

## 大使
2018年3月6日より、ニダル・ヤヒヤーが特命全権大使を務めている。

## 主要事件

### 日産自動車元会長カルロス・ゴーン容疑者の逃亡に対する関与の否定（2020年）
2019年12月末頃、日産自動車元会長カルロス・ゴーン容疑者が裁判所の自宅待機命令に逆らって東京の住居から逃亡。ゴーンが亡命先に選んだのは、日本と犯罪人引き渡し条約を締結していないレバノンであった。2020年1月3日、この逃亡劇について関与が疑われていた駐日レバノン大使ニダル・ヤヒヤーは声明を出し、大使館がゴーンの逃亡にいかなる関与も介入もしていないと断言した上で、むしろ「東京の刑事裁判所によって定められた全ての保釈条件に従うよう、常に強調してきました」と弁明した。